# جفرسون آلوز الیویرا
جفرسون آلوز الیویرا (پرتغالی: Jefferson Alves Oliveira؛ زادهٔ ۲۵ فوریهٔ ۱۹۹۰) بازیکن فوتبال اهل برزیل است.
از باشگاه‌هایی که در آن بازی کرده‌است می‌توان به باشگاه فوتبال اودینزه، باشگاه فوتبال سالرنیتانا، باشگاه فوتبال مودنا، باشگاه فوتبال پروجا، باشگاه فوتبال ونتزیا، باشگاه فوتبال ویچنزا، و باشگاه فوتبال یووه استابیا اشاره کرد.